# 安德里斯·马兰
安德里斯·马兰（Andries Malan，1994年10月20日—），南非男子羽毛球運動員。

## 簡歷
2015年8月，安德里斯·马兰參加印尼雅加達舉行的世界羽毛球錦標賽，分別與威廉·维尔容和珍妮弗·弗莱合作出戰男子雙打及混合雙打項目。在男雙賽事方面，他與维尔容在首圈輪空，但在第二圈就以0比2（14-21、10-21）不敵頭號種子、南韓的李龍大/柳延星出局；至於混雙賽事方面，他和弗莱亦在首圈以0比2（10-21、9-21）不敵南韓的申白喆/張藝娜出局。

## 主要比賽成績
只列出曾進入準決賽的國際賽事成績：
| 年份   | 賽事                                     | 公開賽級別 | 項目     | 搭檔                 | 成績   |
| ------ | ---------------------------------------- | ---------- | -------- | -------------------- | ------ |
| 2013年 | 非洲羽毛球錦標賽                         | 其他       | 混合團體 | －                   | 冠軍   |
| 2013年 | 非洲羽毛球錦標賽                         | 其他       | 男子雙打 | 威廉·维尔容          | 冠軍   |
| 2013年 | 非洲羽毛球錦標賽                         | 其他       | 混合雙打 | 珍妮弗·弗莱          | 亞軍   |
| 2013年 | 毛里裘斯羽毛球國際賽                     | 未來系列賽 | 男子雙打 | 威廉·维尔容          | 冠軍   |
| 2014年 | 烏干達羽毛球國際賽                       | 國際系列賽 | 男子雙打 | 威廉·维尔容          | 亞軍   |
| 2014年 | 非洲羽毛球錦標賽                         | 其他       | 混合團體 | －                   | 冠軍   |
| 2014年 | 非洲羽毛球錦標賽                         | 其他       | 男子雙打 | 威廉·维尔容          | 冠軍   |
| 2014年 | 非洲羽毛球錦標賽                         | 其他       | 混合雙打 | 珍妮弗·弗莱          | 亞軍   |
| 2014年 | 拉各斯羽毛球國際挑戰賽                   | 國際挑戰賽 | 男子雙打 | 威廉·维尔容          | 冠軍   |
| 2014年 | 拉各斯羽毛球國際挑戰賽                   | 國際挑戰賽 | 混合雙打 | 珍妮弗·弗莱          | 亞軍   |
| 2014年 | 毛里裘斯羽毛球國際賽                     | 國際系列賽 | 男子雙打 | 威廉·维尔容          | 準決賽 |
| 2014年 | 毛里裘斯羽毛球國際賽                     | 國際系列賽 | 混合雙打 | 珍妮弗·弗莱          | 亞軍   |
| 2014年 | 博茨瓦納羽毛球國際賽                     | 國際系列賽 | 男子雙打 | 威廉·维尔容          | 冠軍   |
| 2015年 | 烏干達羽毛球國際賽                       | 國際系列賽 | 混合雙打 | 珍妮弗·弗莱          | 準決賽 |
| 2015年 | 毛里裘斯羽毛球國際賽                     | 國際系列賽 | 男子雙打 | 威廉·维尔容          | 亞軍   |
| 2015年 | 毛里裘斯羽毛球國際賽                     | 國際系列賽 | 混合雙打 | 珍妮弗·弗莱          | 冠軍   |
| 2015年 | 全非運動會羽毛球比賽 暨 非洲羽毛球錦標賽 | 其他       | 混合團體 | －                   | 亞軍   |
| 2015年 | 全非運動會羽毛球比賽 暨 非洲羽毛球錦標賽 | 其他       | 男子雙打 | 威廉·维尔容          | 冠軍   |
| 2015年 | 全非運動會羽毛球比賽 暨 非洲羽毛球錦標賽 | 其他       | 混合雙打 | 珍妮弗·弗莱          | 冠軍   |
| 2015年 | 埃塞俄比亞羽毛球國際賽                   | 國際系列賽 | 男子雙打 | 威廉·维尔容          | 冠軍   |
| 2015年 | 贊比亞羽毛球國際賽                       | 國際系列賽 | 男子雙打 | 威廉·维尔容          | 冠軍   |
| 2015年 | 南非羽毛球國際賽                         | 國際系列賽 | 男子雙打 | 威廉·维尔容          | 亞軍   |
| 2015年 | 南非羽毛球國際賽                         | 國際系列賽 | 混合雙打 | 珍妮弗·弗莱          | 冠軍   |
| 2015年 | 博茨瓦納羽毛球國際賽                     | 國際系列賽 | 男子雙打 | 威廉·维尔容          | 冠軍   |
| 2016年 | 羅斯希爾羽毛球國際賽                     | 未來系列賽 | 男子雙打 | 威廉·维尔容          | 冠軍   |
| 2016年 | 非洲羽毛球團體錦標賽                     | 其他       | 男子團體 | －                   | 冠軍   |
| 2016年 | 南非羽毛球國際賽                         | 國際系列賽 | 男子雙打 | Jovica Rujevic       | 準決賽 |
| 2016年 | 南非羽毛球國際賽                         | 國際系列賽 | 混合雙打 | 桑德拉·勒格兰其      | 亞軍   |
| 2017年 | 非洲羽毛球錦標賽                         | 其他       | 混合團體 | －                   | 亞軍   |
| 2017年 | 非洲羽毛球錦標賽                         | 其他       | 男子雙打 | James Hilton McManus | 亞軍   |
| 2017年 | 非洲羽毛球錦標賽                         | 其他       | 混合雙打 | 珍妮弗·弗莱          | 冠軍   |
| 2017年 | 博茨瓦納羽毛球國際賽                     | 國際系列賽 | 混合雙打 | 珍妮弗·弗莱          | 冠軍   |
| 2017年 | 南非羽毛球國際賽                         | 國際系列賽 | 混合雙打 | 珍妮弗·弗莱          | 冠軍   |
| 2018年 | 博茨瓦納羽毛球國際賽                     | 未來系列賽 | 混合雙打 | 珍妮弗·弗莱          | 冠軍   |
| 2018年 | 南非羽毛球國際賽                         | 未來系列賽 | 混合雙打 | 珍妮弗·弗莱          | 冠軍   |

| 2007-2017年 | 首要超級賽 | 超級賽 | 黃金大獎賽 | 大獎賽 | 國際挑戰賽 | 國際系列賽 | 未來系列賽 | 其他 |

| 2018-2026年 | 總決賽 | 超級1000賽 | 超級750賽 | 超級500賽 | 超級300賽 | 超級100賽 | 國際挑戰賽 | 國際系列賽 | 未來系列賽 | 其他 |

### 奧運會和世錦賽參賽紀錄
|          | 搭檔        | 2014 | 2015 |
| -------- | ----------- | ---- | ---- |
| 男子雙打 | 威廉·维尔容 | 48強 | 32強 |
|          |             |      |      |
| 混合雙打 | 珍妮弗·弗莱 | －   | 48強 |